# Trockental

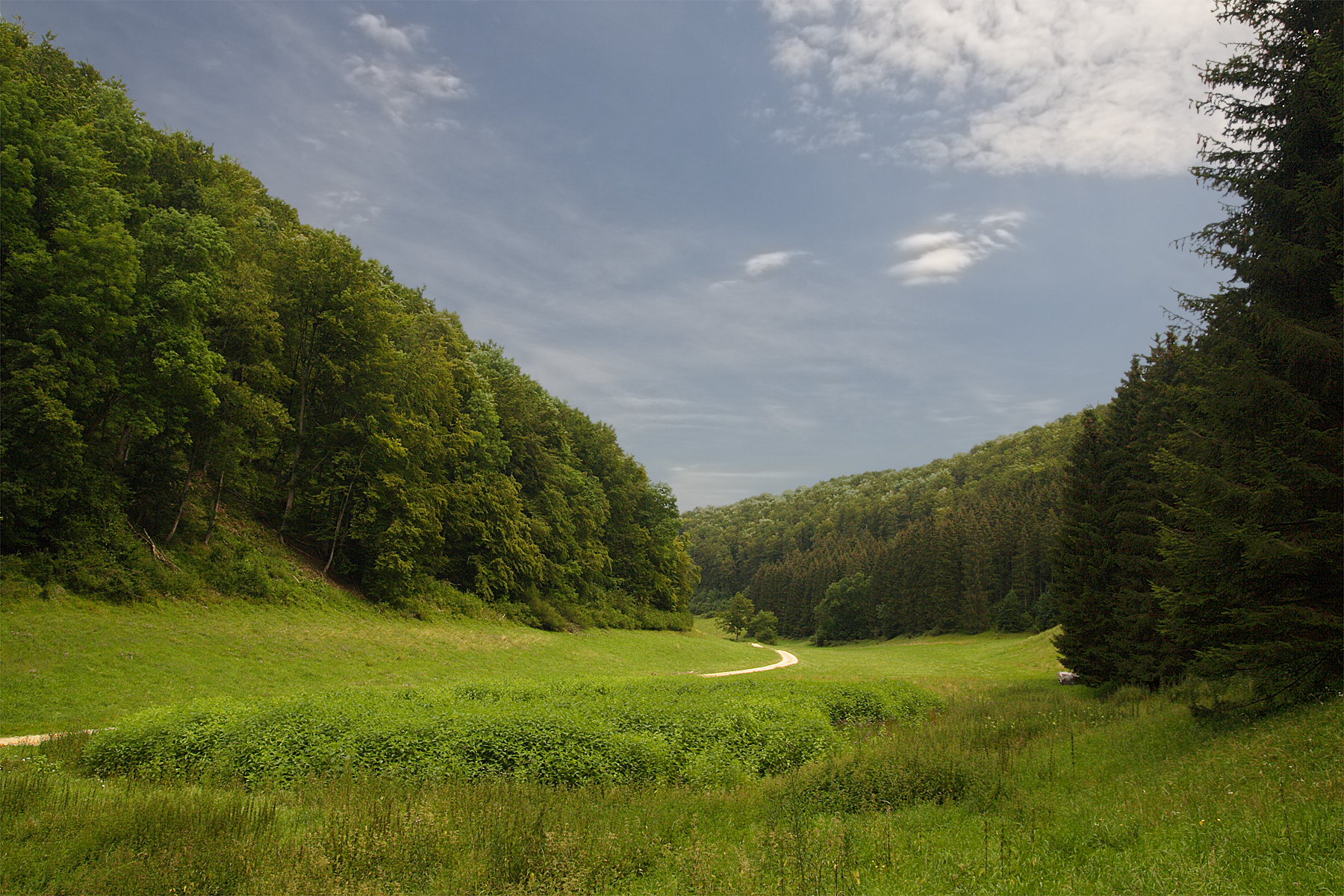
Karsterscheinung: Trockental der Ur-Fils zwei Kilometer oberhalb der Karstquelle Filsursprung

Trockentäler sind durch die Erosion des Wassers geschaffene Täler, die nur noch temporär oder gar nicht mehr über Fließgewässer verfügen.
Hauptgründe sind Änderungen des Klimas, vor allem zunehmende Trockenheit (Aridität), das Trockenfallen von Flussbetten intermittierender oder ehemaliger (rezenter) Gewässer und die unterirdische Abführung von Wasser in humiden Gebieten. Mehrere Prozesse führen zur Bildung dieser Täler: Schuttverfüllung, Verkarstung und periglaziale Täler.
Daneben verwendet man den Ausdruck im weiteren Sinne auch für Talungen, die durch andere als fluvatile Prozesse geschaffen wurden, etwa Tektonik, Vulkanismus oder Windschliff und keinen oberflächlichen Gewässerlauf ausgebildet haben – bis hin zur Exoplanetologie, wo die Formprozesse noch ungeklärt sind (etwa auf dem Mars).

## Trockentäler in ariden und semi-ariden Gebieten
In den semiariden niederschlagsarmen Gebieten sind Fließgewässer häufig nur in der Regenzeit oder bei Starkregenereignissen aktiv (intermittierendes Gewässer). Typische Formen sind die Wadis in den Wüstengebieten Nordafrikas, Vorderasiens und teilweise Spaniens sowie in Zypern. In Europa, im Mittelmeerraum häufig, sind die Arroyos (spanisch), oder die Torrentes (italienisch: Sturzbäche und deren Schotterbetten) und die Wieds auf Malta.
In ariden Gebieten, die ehemals Niederschlag empfangen haben, trocknen vorhandene Täler aus. Bei den episodisch vorkommenden Regenfällen, die meist sehr heftig sind, werden sie kurzzeitig wieder reaktiviert. In Nordafrika und Vorderasien transportieren Wadis das Regenwasser zum Teil über sehr weite Strecken, so dass immer wieder Wüstenbesucher, die sich der Gefahr nicht bewusst sind, in Wadis ertrinken.

## Karst-Trockentäler

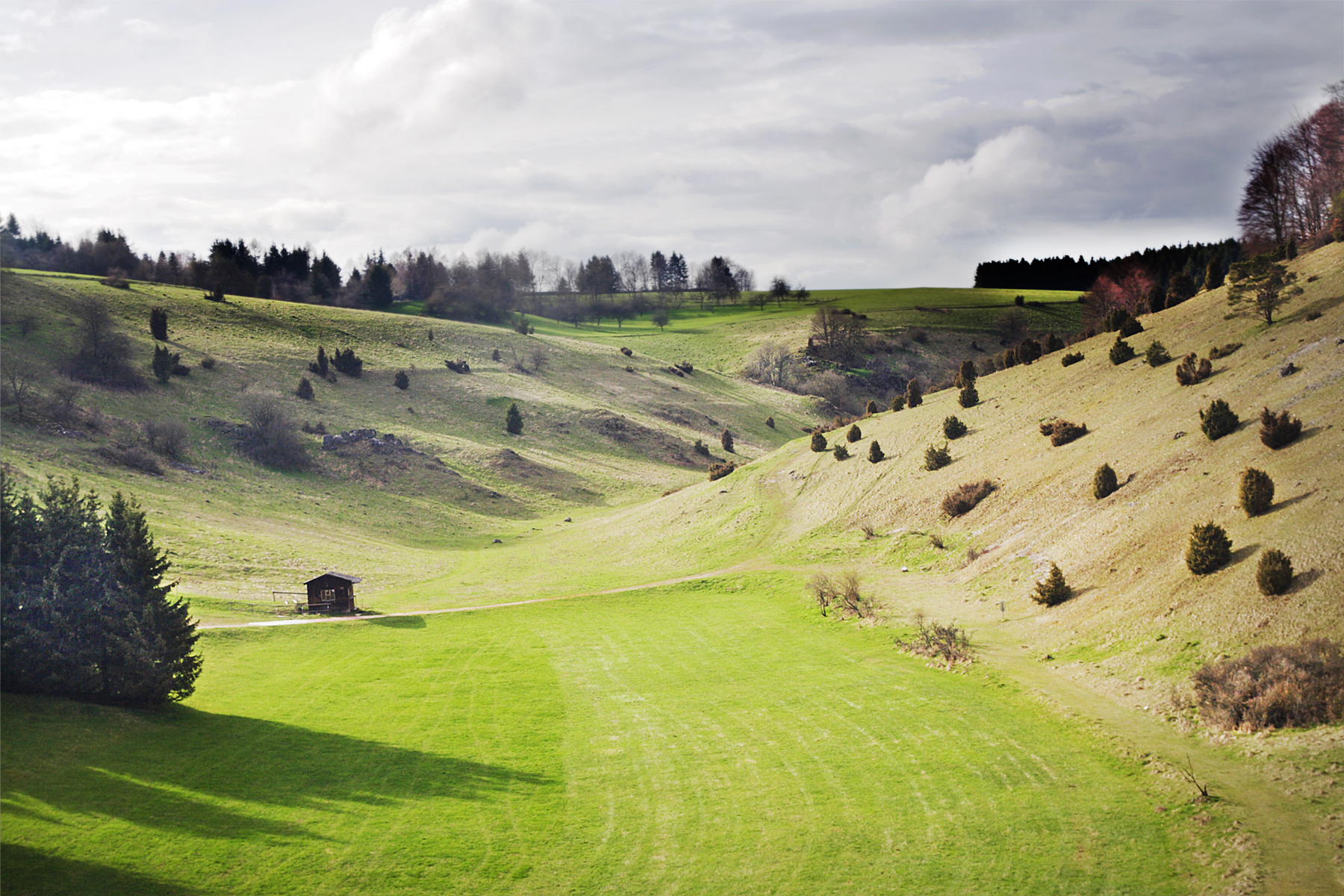
Trockental in Söhnstetten (nordöstliche Schwäbische Alb), westlich von Heidenheim

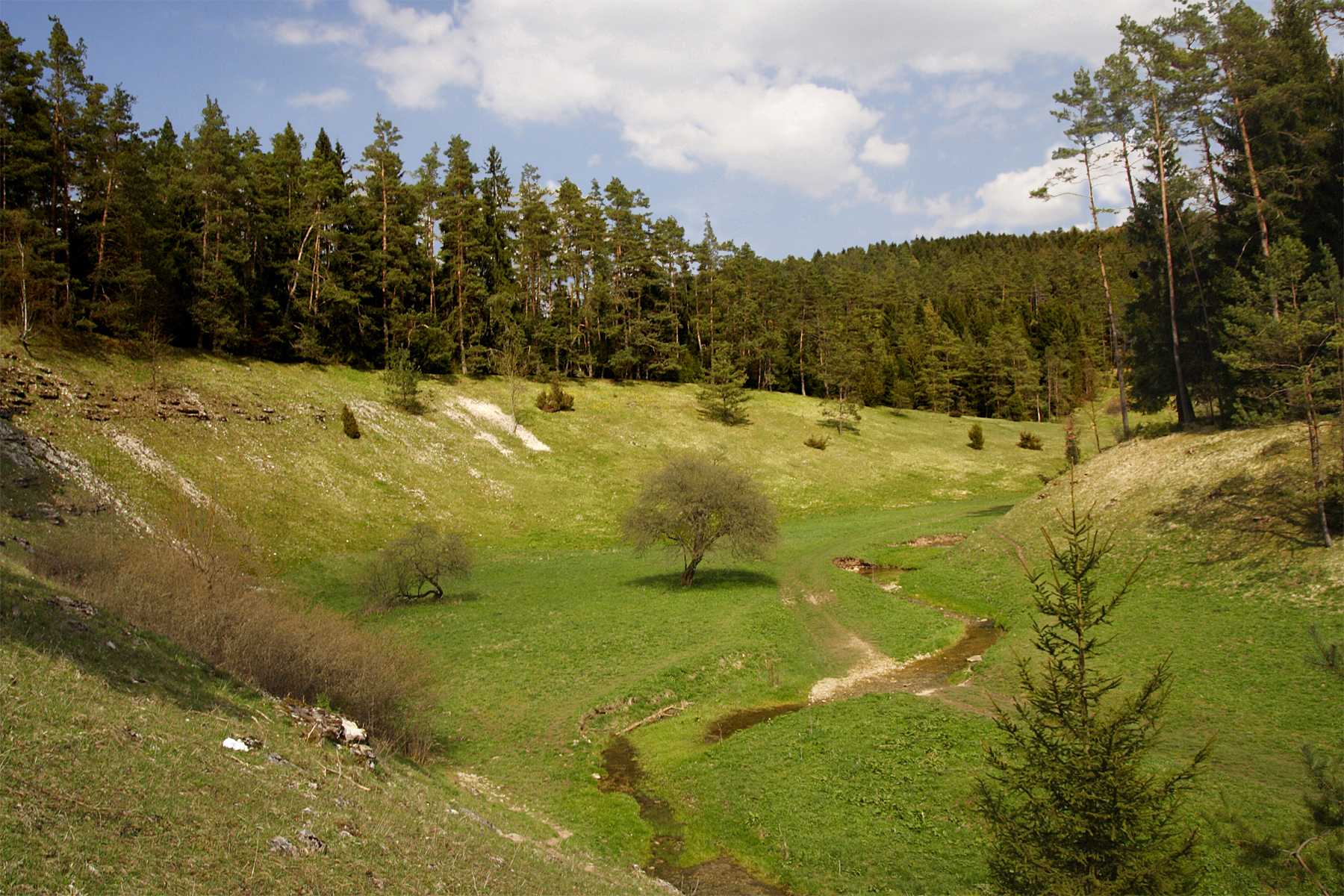
Trockental Obere Leinleiter, Fränkische Schweiz

Die unterirdische Entwässerung ist ein Charakteristikum des Karstes, so dass Trockentäler zum Formenschatz des Karstes gehören. Durch (meist großräumige) tektonische Bewegungen wird ein wasserlösliches Gestein (zum Beispiel Kalkstein, Gips, Salz) angehoben und gelangt in den Bereich des Grundwassers bzw. direkt an die Erdoberfläche. Die Entwässerung erfolgt zuerst oberirdisch. Durch die Löslichkeit des Gesteins und das Eindringen des Wassers an vorhandenen Klüften oder Karren kommt es im Untergrund zur Lösung und damit zur Bildung von Höhlen. Tieft sich der Vorfluter ein, wird der Grundwasserspiegel ebenfalls tiefergelegt. In diesem Bereich kommt es dann verstärkt zur Bildung von Höhlen und zunehmender Verlagerung der Entwässerung in den Untergrund.
Anfangs nimmt die Wassermenge im Fließgewässer (Karstfluss) ab (Beispiele für Flüsse mit Versickerungsstrecken: Donauversickerung, Loneversickerung, Oberlauf des Doubs / Loue Quelle, Französischer Jura). Die Versickerungsflächen oder Risse im Kalkgestein werden größer und nehmen die Formen von Ponoren oder Schlundlöchern an. Ist dann das Karstsystem (unterirdische Wassergangs- oder Höhlensysteme) groß genug, um das Fließgewässer die meiste Zeit des Jahres vollständig aufzunehmen, wird nur bei großer Wassermenge etwa durch Hochwasserereignisse infolge von Starkregen oder bei Schneeschmelze das Wasserbett reaktiviert (Turloughs im Burren oder  „Hungerbrunnen“ auf der Alb). Schließlich verlagert sich das Fließgewässer vollständig in den Untergrund, das ehemalige Tal ist ganzjährig trocken. Eine Besonderheit sind Täler, die trocken bleiben, weil ein Fließgewässer mit großer Reliefenergie in eine andere Richtung durchbrach und ein neues Abflusstal schuf und damit das alte Bett trockenfallen ließ (vgl. Flussanzapfung).
In Deutschland gibt es Trockentäler zum Beispiel auf der Schwäbischen Alb, der Fränkischen Alb, dem südöstlichen Schwarzwald, in der Paffrather Kalkmulde oder den Muschelkalk-Hochflächen im Nordwesten und Südosten Thüringens:
ständig trocken:
- Wellheimer Trockental
- Wental (Albuch, Ostalb)

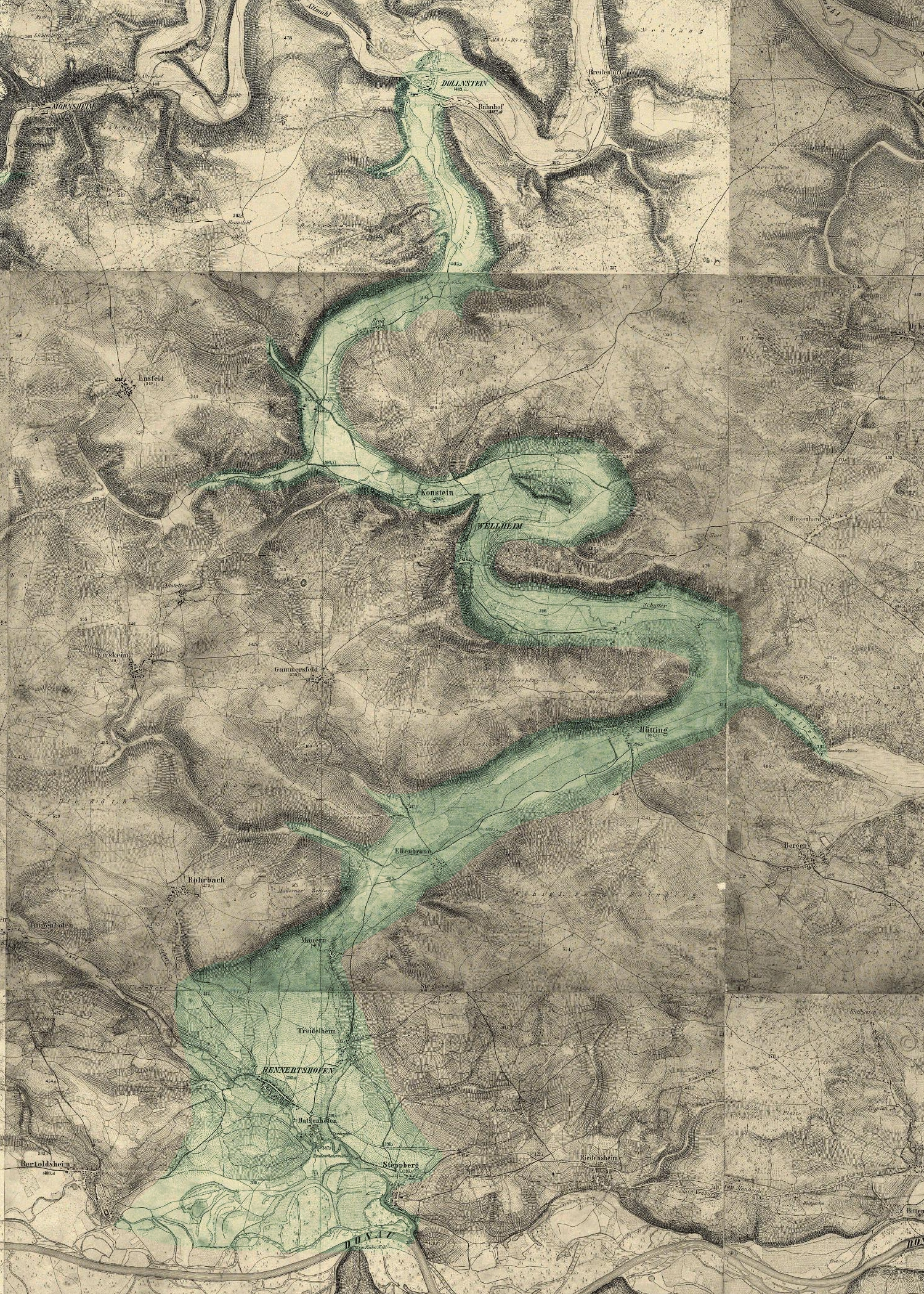
Verlauf des Wellheimer Trockentals auf einer Karte von 1875 bis 1877

- Hasental, ein Urstromtal des Miozäns, oberhalb des Filsursprungs (Mittlere Schwäbische Alb)
- Aitrachtal (unterer Teil der Ur-Wutach/„Feldbergdonau“ im Schwarzwald)
- Schlade (Bergisch Gladbach)

intermittierend:
- Lonetal und Hungerbrunnental auf der Ostalb
- Helbetal und Schaftal im Nordwesten Thüringens.

## Periglaziale Trockentäler
Die Bildung der in Mitteleuropa sehr weit verbreiteten periglazialen Trockentäler fand unter eiszeitlichen Klimaverhältnissen mit Permafrostboden statt.
Das durch temporäres Auftauen oberflächennaher Schichten („active layer“, s. Kryoturbation) entstehende Schmelz- und Niederschlagswasser wurde durch die versiegelnde Wirkung des gefrorenen Untergrunds zum oberflächlichen Abfluss gezwungen. Ausgeprägte Gelifluktion („Bodenfließen“) an der wasserdurchtränkten Landoberfläche und die Sedimentverfrachtung durch Schmelzwasserabfluss bildeten in der Landschaft Mulden und Täler aus.
In nachfolgenden Warmzeiten begann durch Auflösung des Permafrostbodens wieder die Versickerung des Flusswassers in den durchlässigen oder klüftigen Untergrund, so dass periglaziale Täler trockenfallen konnten. Ein Beispiel sind die Rummeln im Fläming.